# Sammie Lee Hill
Sammie Lee Hill (* 8. November 1986 in West Blocton, Alabama) ist ein ehemaliger US-amerikanischer American-Football-Spieler auf der Position des Defensive Tackles. Er spielte für die Detroit Lions und die Tennessee Titans in der National Football League (NFL).

## College
Hill spielte von 2005 bis 2008 für die Stillman Tigers vom Stillman College. Hill war der erste Spieler des Colleges, der im NFL Draft ausgewählt wurde, nicht jedoch der erste Spieler in der NFL. Der Cornerback Brian Witherspoon von den Detroit Lions ging 2008 in den NFL Draft wurde jedoch damals von keinem Team ausgewählt, unterschrieb 2008 aber einen Vertrag als Undrafted Free Agent bei den Jacksonville Jaguars. Hill wurde von den Lions in der vierten Runde an 115. Stelle ausgewählt.

## NFL
Hill startete in 12 von 13 Spielen für die Lions und spielte eine gute Rookie-Saison. Obwohl die Lions Defense im Vorjahr die schlechteste Defense der NFL war, hofften die Lions mit den Neuzugängen eine der stärkeren Defensive Lines in der Liga zu haben.
Vor der Saison 2013 unterschrieb er einen Dreijahresvertrag über 11,4 Millionen Dollar bei den Tennessee Titans. Er lief 2013 und 2014 als Starter auf. Für die ersten vier Spiele der Saison 2016 wurde er wegen Verstoßes gegen die NFL-Drogenrichtlinien gesperrt, im November wurde er für das gleiche Vergehen unbeschränkt gesperrt. Die Sperre wurde im Mai 2018 wieder aufgehoben. Sein letztes Spiel in der NFL bestritt Hill am 3. Januar 2016.